# Natalja Gellert
Natalja Iwanowna Gellert (ros. Наталья Владимировна Геллерт, ur. 20 marca 1953 w Kazalińsku) – polityk ZSRR i Kazachstanu narodowości niemieckiej.

## Życiorys
Ukończyła Celinogradzki Instytut Rolniczy, pracowała jako traktorzystka w sowchozie w Kazachskiej SRR, od 1973 działała w KPZR. 1986-1988 zastępca członka, a 1988-1990 członek KC KPZR. Deputowana do Rady Najwyższej ZSRR 11 kadencji. 1994-1998 I sekretarz Ministerstwa Spraw Zagranicznych Kazachstanu, II sekretarz Ambasady Kazachstanu w Niemczech, 1998-2001 radca Departamentu Służby Konsularnej MSZ Kazachstanu, 2001-2006 I sekretarz Ambasady Kazachstanu na Białorusi, 2006-2007 ponownie w centrali MSZ Kazachstanu. Od 2 września 2007 deputowana do kazachskiego parlamentu.

## Odznaczenia
- Order Lenina
- Order Czerwonego Sztandaru Pracy
- Order Przyjaźni Narodów
- Medal „Za pracowniczą dzielność”